# Johan Rey
Johan Rey (Lima, 28 de febrero de 1992) es un futbolista peruano. Juega de delantero y su actual equipo es El pilar de independencia, pisco que participa en la Copa Perú. Tiene 33 años y es hermano menor del también futbolista Jesús Rey.

## Trayectoria
Formó parte del equipo de Universitario de Deportes que conquistó la Copa Libertadores Sub-20 de 2011 realizada en el Perú. En agosto de ese año, fue cedido a préstamo al Sport Boys del Callao hasta el final de la temporada. Su debut en el club crema se da El domingo 19 de febrero de 2012 la “U” tuvo que recurrir a un equipo de juveniles para enfrentar a Inti Gas en el estadio Ciudad de Cumaná de Ayacucho por la primera fecha de la Liguilla, debido a la huelga de los futbolistas profesionales promovida por la Agremiación. En el año 2013 se unió al Deportivo Municipal para afrontar el torneo de Segunda División, después de algunos partidos Rey fue separado del equipo al demostrar un nivel futbolístico muy bajo.
En el 2014 luego de una pésima campaña del Walter Ormeño desciende.
En el 2015 defiende los colores del Unión Comercio jugando así la Primera División piloteando el ataque con los colombianos Lionard Pajoy y Jesus Arrieta.
Para el 2016 vuelve a la segunda para jugar por el Cultural Santa Rosa club con el que cumple una irregular campaña.

## Selección nacional
Ha sido internacional con la selección de fútbol del Perú en la categoría sub-15, con la cual disputó el Campeonato Sudamericano Sub-15 de 2007 realizado en Brasil, en el que anotó en dos oportunidades.

## Clubes
| Club                      | País | Año         |
| ------------------------- | ---- | ----------- |
| Universitario de Deportes | Perú | 2010 - 2011 |
| Sport Boys                | Perú | 2011        |
| Universitario de Deportes | Perú | 2012        |
| Deportivo Municipal       | Perú | 2013        |
| Walter Ormeño             | Perú | 2014        |
| Unión Comercio            | Perú | 2015        |
| Cultural Santa Rosa       | Perú | 2016        |
| Unión Deportivo Ascensión | Perú | 2017        |
| Diablos Rojos             | Perú | 2017        |
| Racing de Huamachuco      | Perú | 2018        |
| Octavio Espinosa          | Perú | 2019        |
| Los Libertadores          | Perú | 2022        |
| Deportivo José Olaya      | Perú | 2023        |

## Palmarés

### Copas internacionales
| Título                   | Club                      | País | Año  |
| ------------------------ | ------------------------- | ---- | ---- |
| Copa Libertadores Sub-20 | Universitario de Deportes | Perú | 2011 |